# Cornelius Boersch
Cornelius Boersch (* 11. April 1968 in Hannover) ist ein deutscher Unternehmer, Technologie-Investor, Business Angel, und Autor. Er ist Gründer der Beteiligungsgesellschaften Mountain Partners und Conny & Co. Boersch gilt als einer der aktivsten und bekanntesten Investoren in der Technologie- und Start-Up Szene und ist Initiator des seit 2007 jährlich stattfindenden Unternehmertags am Tegernsee. Zu seinen bekanntesten Investitionen gehören Alando.de (Vorgänger von Ebay Deutschland), Lieferando, die Scout Gruppe (Autoscout, Immoscout), wefox, Kavak, und reBuy.

## Studium und akademische Laufbahn
Boersch studierte von 1989 bis 1994 Betriebswirtschaftslehre an der European Business School in Oestrich-Winkel sowie an der Paris Business School und der University of Colorado. Im Jahr 1998 promovierte Boersch zum Thema Kreditgenossenschaften und Risikokapital - unter besonderer Berücksichtigung des genossenschaftlichen Förderauftrages an der Universität Essen. Dort war er später zudem als Honorarprofessor tätig.

## Karriere
Seit 1991 ist Cornelius Boersch als Unternehmer in Deutschland tätig. Schon während des Studiums gründete er seine erste Firma „Sabeco GmbH“ welche den Anfang der heute bekannten elektronischen Gesundheitskarte darstellte, und aus der sich 1995 der Smart Card Broker und RFID-Hersteller ACG AG entwickelte. Die ACG AG wurde 1999 am mittlerweile eingestellten Neuen Markt (NEMAX 50) mit einer Bewertung von mehr als 1 Mrd. EUR gelistet. Boersch verkaufte seine Unternehmensanteile im März 2000. Seit 2003 gehörte die ehemalige ACG AG zum Assa Abloy Konzern und meldet 2008 Insolvenz an. Nachdem sich Boersch aus dem operativen Geschäft der ACG AG zurückgezogen hatte, arbeitete er als Investment-Manager im Bereich Venture Capital und initiierte in der Folgezeit die Entwicklung weiterer RFID-basierter Unternehmen wie Smartrac (IPO 2006) und Identiv (NASDAQ seit 2006).
Als aktiver Business Angel hat Boersch seit 1995 in mehr als 350 Unternehmen investiert. Mehr als 50 Unternehmen konnte er in dieser Zeit verkaufen, 14 gingen an die Börse. Sein Fokus liegt hierbei hauptsächlich auf jungen Internetfirmen. 2009 wurde Boersch zum „European Business Angel of the Year“ gewählt. Er ist Teil der European Angels Fund-Initiative des Europäischen Investitionsfonds (EIF), einem Programm mit einem Volumen von EUR 800 Mio., das Investitionen ausgewählter Business Angels auf einer Pari-Passu-Basis spiegelt.
Im Jahr 2004 gründete er zusammen mit Daniel S. Wenzel die Mountain Partners AG, eine Investmentgesellschaft mit Fokus auf Investments in Technologie-Startups und Venture Capital-Gesellschaften. Die Mountain Partners AG ist hauptsächlich in Wachstumsregionen wie Lateinamerika, Süd-Ost Asien aktiv, investiert jedoch auch nach wie vor in Europa. In Latein-Amerika ist Mountain Partners über Nazca einer der marktführenden Fonds. Die Beteiligungsgesellschaft investiert jedoch heutzutage kaum noch direkt in Start-Ups. Stattdessen fungiert sie als globaler Multi-Fund-Manager im Sinne eines House of Funds, über welches sie derzeit in mehr als 120 Unternehmen investiert ist.
Im Jahr 2007 initiierte Boersch erstmals den mittlerweile jährlich stattfindenden Unternehmertag am Tegernsee. Ziel ist es, Unternehmern und Investoren eine Networking-Plattform zu geben, um sich in ungezwungener Atmosphäre auszutauschen. Das 2-Tages-Programm beinhaltet jährlich Key-Notes zu aktuellen Themen, Präsentationen von Start-Ups und Investitionsmöglichkeiten sowie ein umfangreiches Rahmenprogramm. Mittlerweile gilt die Veranstaltung als eine der beliebtesten in der Venture-Capital- und Private-Equity-Szene.
Anfang 2019 gründete Boersch mit „Conny & Co“ eine neue Venture Capital-Gesellschaft. Diese hat keinen bestimmten Branchenfokus, konzentriert jedoch geografisch ebenfalls auf Wachstumsmärkte. Das derzeitige Portfolio umfasst aktuelle Highlights wie Flash Coffee, Albo oder Luuna.

## Politisches Engagement
Politisch war Boersch 12 Jahre lang als Berater von Dr. Guido Westerwelle tätig. Er organisierte dessen Wahlkampfkampagnen und war 2009 Begründer des ersten digitalen Wahlkampfs in Deutschland. Im Zuge dessen begleitete er Guido Westerwelle auch auf Auslandsreisen (Estland, Japan und die Volksrepublik China) und spendete der FDP rund 160.000 Euro.

## Autorschaft
Boersch veröffentlichte zwischen 2006 und 2009 vier Bücher, jeweils in Co-Autorschaft mit renommierten Persönlichkeiten der Politik und Wirtschaft. Alle diese vereint im Buchtitel das Wort Summa Summarum, und die ersten drei Werke beschäftigen sich insbesondere mit Themen aus dem Alltag eines Managers. Sein viertes Buch dieser Reihe Das Summa Summarum von Politik und Wirtschaft, welches er zusammen mit Guido Westerwelle verfasste, erschien 2009. Sein letztes Buch „Zukunft verpasst?“, veröffentlichte er 2020 zusammen mit Dr. Thomas Middelhoff. Boersch und Middelhoff diskutieren in diesem den Stand der Digitalisierung in Deutschland und den Einfluss der Covid-19-Pandemie auf diese.

### Veröffentlichungen
- Cornelius Boersch & Friedrich Diest (2006). Das Summa Summarum des Erfolgs. Die 25 wichtigsten Werke für Motivation, Effektivität und persönlichen Erfolg. ISBN 978-3-8349-9251-2
- Cornelius Boersch & Rainer Elschen (2007). Das Summa Summarum des Management. Die 25 wichtigsten Werke für Strategie, Führung und Veränderung. ISBN 978-3-8349-9320-5
- Cornelius Boersch, Christian Holubarsch, Helmut Soikker, Hans-Reinhard Zerkowski (2008). Das Summa Summarum der Gesundheit. 20 wichtige Aspekte zu Gesundheit und Wohlbefinden für Manager und Führungskräfte. ISBN 978-3-8349-9683-1
- Cornelius Boersch & Guido Westerwelle (2009). Das Summa Summarum von Politik und Wirtschaft. Ein Überblick über die wichtigsten wirtschaftlich-politischen Auseinandersetzungen der Gegenwart. ISBN 978-3-8349-1473-6
- Cornelius Boersch & Thomas Middelhoff (2020). Zukunft verpasst?_. Warum Deutschland die Digitalisierung verschlafen hat. Und wie uns die Krise hilft, den Anschluss doch noch zu schaffen. ISBN 978-3-86334-284-5

## Ehrungen und Auszeichnungen
- 2000 „Entrepreneur des Jahres“, ausgezeichnet von der Ernst & Young Consulting GmbH für das Unternehmenskonzept der ACG AG.[10]
- 2009 „Business Angel des Jahres“, ausgezeichnet durch die European Trade Association for Business Angels and Early Stage Investors (EBAN).[17]